# Fruita en almívar
La fruita en almívar és una tècnica de conservació de la fruita que consisteix a pelar-la, treure-li les llavors i coure-la suaument en un almívar o xarop d'aigua i sucre. És una bona manera de conservar fruita abans que es facin malbé en moments quant tots són madures alhora.
La fruita, que ha d'estar sencera o en trossos grans, per exemple, una pera en meitats o quarts, una pinya en rodanxes, etc. es guarda en un pot que s'acaba d'omplir amb el mateix almívar de cocció. El resultat és una fruita molt sucosa i dolça, que no s'ha de confondre amb la fruita confitada, que es conserva seca. D'altra banda, es diferencia de gelees, melmelades, confitures, compotes i codonyats en què la fruita no es tritura, sinó que queda ben separada del suc.
Algunes de les fruites que típicament es conserven en almívar són la pinya, el préssec de vinya, la pera, etc. Aquestes fruites es poden menjar tal qual o emprar-se per fer postres i pastissos, alguns dels més coneguts són el pijama (pera o préssec en almívar amb flam, nata i, de vegades, gelat), el préssec melba (amb gelat i nata), etc.